# Cernik (Žumberak)
Cernik is een plaats in de gemeente Žumberak in de Kroatische provincie Zagreb. De plaats telt 11 inwoners (2001).